# Bataillon de cyclistes-frontière du Limbourg
 (février 2020).
Si vous disposez d'ouvrages ou d'articles de référence ou si vous connaissez des sites web de qualité traitant du thème abordé ici, merci de compléter l'article en donnant les références utiles à sa vérifiabilité et en les liant à la section « Notes et références ».
Le bataillon de cyclistes-frontière du Limbourg (néerlandais : Bataljon grenswielrijders Limburg) était une unité d'infanterie de la force terrestre des forces armées belges.

## Historique

### Régiment de cyclistes-frontières
Les premières compagnies indépendantes de cyclistes-frontières sont formées le 13 mars 1934 à Bourg-Léopold à la suite d'une proposition du ministre de la défense nationale Albert Devèze. 
Le 1er octobre 1937, une partie de ces compagnies sont absorbées par des unités d'infanterie et 3 bataillons de la province de Liège sont regroupés pour former le Régiment de cyclistes-frontière. Les compagnies limbourgeoises de Lanaken, Kaulille et Maaseik sont regroupées au sein d'un bataillon de cyclistes-frontière du Limbourg. Il est composé de volontaires et de miliciens. 

### Création
Le bataillon est mobilisé dès le 26 août 1939. Il s'occupe de la surveillance de la frontière nord-est avec les Pays-Bas et notamment des charges de démolition placées préventivement comme celles des ponts de Maaseik, Vroenhoven et Veldwezelt.  Ils sont également chargés de rapporter au Centre de renseignement avancé (CRA) situé à Hasselt toutes informations utiles. 
Le 10 janvier 1940, 2 cyclistes-frontière capturent 2 officiers allemands à Vucht, victimes d'un atterrissage forcé et ayant en leur possession des copies du plan d'invasion de la Belgique. Le 16 mars 1940, le bataillon est doublé par l'adjonction de 3 compagnies supplémentaires et reçoit quelques chars T13.

### Seconde Guerre Mondiale

#### 10 mai 1940
Durant la nuit du 9 au 10 mai, une partie du bataillon est en exercice de nuit dans les environs de Kaulille et Meeuwen. Rapidement après minuit, l'alerte est donnée et les compagnies alors en exercice reçoivent l'ordre de retourner au camp de Beverlo. Vers 3 h 0, elles prennent la route du camp mais sont arrêtées par un officier d'état-major du corps de cavalerie qui leur fait savoir qu'elles vont être placées comme unités de réserve sur la ligne avancée. Les troupes encore présentes au camp sont réveillées vers 1 h 0 et partent vers 3 h 30 pour la ligne avancée. Quelques hommes des 3e et 4e compagnies restent au camp pour surveiller le matériel qui ne peut être emporté immédiatement. Les 6 compagnies sont déployées comme suit : 
Les 1re, qui dispose de 3 chars T13, et 3e compagnies sont envoyées vers Gruitrode et mises à disposition du 2e régiment de guides. 
La 2e compagnie part pour Hechtel et est placée sous les ordres du 1er régiment de carabiniers-cyclistes.
La 4e compagnie part pour As renforcer le 1er régiment de chasseurs à cheval.
La 5e compagnie est placée le long du canal de liaison Briegden - Neerharen à Lanaken.
La 6e compagnie prolonge le dispositif en se plaçant le long du canal Sud-Guillaume de Rekem à Vucht.
Le poste de commandement est installé à Gruitrode à proximité de celui du 2e régiment de grenadiers.
L'état-major du bataillon reste toute la matinée au poste à Gruitrode. 4 compagnies sont au matin sous les ordres de différentes unités appartenant au Groupement Ninitte, les 2 autres compagnies sont quant à elles sous les ordres du 1er corps d'armée. À la fin de la matinée, le lieutenant-colonel Geniesse est informé que l'ensemble de son bataillon est placé sous les ordres du 1er corps d'armée pour renforcer les 4e et 7e divisions d'infanterie aux abois. L'état-major du bataillon est envoyé à Tongres où se trouve le quartier-général du 1er corps d'armée et le reste de l'unité doit se regrouper dans la région de Tongres près de Pirange.

##### 1recompagnie
La 1re compagnie est envoyée après 6 h 0 de Gruitrode vers Opitter. À peine 2 heures plus tard, les hommes sont rappelés à Gruitrode pour y assurer la défense du village. Vers 9 h 0, un peloton et un char T13 sont détachés au pont de Voorshoven sur le canal Meuse-Escaut pour protéger la seconde tentative de destruction du pont. À la fin de la matinée, la compagnie reçoit l'ordre de bouger sur Tongres et de se placer avec la 4e compagnie sous les ordres du 1er corps d'armée. Aux environs de 16 h 0, ces 2 compagnies sont envoyées par le quartier-général de la 7e division d'infanterie à Genoelselderen dans le cadre de la préparation d'une contre-attaque visant à reprendre les ponts de Veldwezelt et Vroenhoven. 

##### 2ecompagnie
La 2e compagnie reçoit juste avant 8 h 0 la mission de marcher de Hechtel vers le pont II à Lommel qui n'a pas encore été détruit et y barrer l'accès. Un motocycliste est envoyé vers le pont vers 13 h 0 pour y rappeler la compagnie vers Tongres. Elle arrive ainsi à Russon près de Tongres aux alentours de 23 h 0 et passe en réserve. L'unité connu de grosses difficultés pour traverser le canal Albert.

##### 3ecompagnie
La 3e compagnie est brièvement déployée à Gruitrode et Neerglabbeek. Juste avant 7 h 0, le corps de cavalerie ordonne à la compagnie de se déplacer vers Saint-Trond. Le détachement est utilisé toute la journée pour mettre en place la défense de la ville et atteint Tongres dans le courant de la soirée. La compagnie passe également en réserve à Russon.

##### 4ecompagnie
La 4e compagnie enfin est envoyée par le 1er régiment de chasseurs à cheval garder le pont de Lanklaar. Ce pont est utilisé comme point de rassemblement par les chasseurs à cheval qui occupaient les postes d'alerte le long de la frontière et devait donc être gardé ouvert le plus longtemps possible. À 8h30, le pont est détruit et la compagnie peut rapidement retourner à As. Le détachement est, au milieu de la journée, envoyé à Tongres pour se mettre sous les ordres du 1er corps d'armée. La compagnie est, ensemble avec la 1re compagnie, envoyée après 16 h 0 à Genoelselderen où se trouve le quartier-général de la 7e division d'infanterie.

##### 5ecompagnie
Les 5e et 6e compagnies sont déployées sur le terrain durant la nuit du 9 au 10 mai. Juste après minuit, l'alerte est lancée est les hommes de la 5e compagnie rejoignent leurs postes de combat à proximité des endroits de franchissement du canal de liaison Briegden - Neerharen. Ce canal relie le canal Albert au canal Guillaume-sud. Le 1er peloton est gardé en réserve dans la caserne de Lanaken, le 2e peloton garde le pont de Tournebride et l'écluse de Neerharen juste au nord. Le 3e peloton protège quant à lui les ponts routier et de chemin de fer de Lanaken.
Les cyclistes-frontière livrent également des détachements pour garder les ponts de Briegden, Veldwezelt et Vroenhoven. Ils sont responsables des dispositifs de destruction mis en place sous ces derniers par le 21e bataillon du génie. La défense des environs est assurée par les hommes du 18e de ligne et ceux du 2e carabiniers.
Le poste de commandement du capitaine-commandant Giddelo, officier expérimenté et vétéran de la première guerre mondiale, se trouve à la caserne de Lanaken, proche du pont de Briegden. Les ordres de destruction des ponts de Vroenhoven, Veldwezelt et Briegden doivent provenir de ce poste. À 4 h 30, les ponts sont attaqués simultanément et la caserne de Lanaken bombardée y faisant 5 victimes dont le commandant Giddelo. Les ordres de destruction ne peuvent être transmis car les liaisons radio-téléphoniques ont été mises hors service par le bombardement. Le lieutenant Manteleers, commandant un peloton de la 6e compagnie est envoyé avec son peloton vers 5 h 30 par son commandant de compagnie vers Lanaken. Comme plus ancien officier d'active, il reprend le commandement de la 5e compagnie à la place de feu le commandant Giddelo. Il essaie de regrouper les hommes de la caserne et conserve ses détachements sur les ponts et écluses autour de Lanaken. Durant la fin de l'après-midi, la 5e compagnie perd le contact avec le détachement posté sur la rive du canal à Lanaken et se replie via le pont de Briegden vers Tongres. 2 pelotons atteignent Rutten et 2 autres restent dans la banlieue nord-est de la ville. Lors du bombardement de la caserne, l'autobus d'un peloton du 21e bataillon fut touché alors qu'il se rendait vers un barrage sur le canal Briegden-Neerhaeren qu'il devait détruire, faisant 6 victimes.   

##### 6ecompagnie
Les lignes de la 6e compagnie s'étendent sur 6 km le long du canal Guillaume-sud au nord à partir du bunker situé juste au sud du pont de Rekem jusqu'au pont de Vucht. Ces positions comprennent les ponts de Boorsem et Maasmechelen. La compagnie est attachée au groupe cycliste de la 17e division d'infanterie dont le 1er escadron renforce les positions. La compagnie a également à sa disposition 2 chars T13. 
Le lieutenant Leeuwerck reçoit vers 7 h 30 l'avis que le pont de Gellik sur le canal Albert a été détruit qu'il doit immédiatement procéder de même avec les ponts de son secteur. À 8 h 0, le pont de Rekem est le dernier à sauter. Durant ce temps, les premiers éclaireurs allemands entrent en contact avec les cyclistes-frontière à Vucht. Une heure plus tard, ils sont à Boorsem et Rekem. Seul Maasmechelen reste au calme : la rive est du canal n'offrant aucune couverture à l'ennemi qui s'approcherait. Les Allemands amènent avec eux des mortiers et un canon antichar de 37 mm. Les chars belges T13 ripostent mais doivent se retirer sous la pression de ces mortiers ennemis. À Vucht, l'ennemi ne parvient pas à percer. La plupart des victimes belges appartiennent au 2e peloton qui protège les ponts de Boorsem et Rekem. 
Les Allemands de la 35e division d'infanterie traversent le canal Guillaume-sud durant la matinée entre Eisden et Vucht et pousse les cyclistes-frontière et le groupe cycliste de la 17e division d'infanterie à la retraite. La 6e compagnie quitte la rive du canal à partir de 15 h 0 et jusque 17 h 0 pour Tongres pour y retrouver le reste du bataillon. Hors de combat, les 2 chars T13 sont abandonnés. Vers 19 h 0 des cyclistes-frontière traversent encore le canal à l'aide d'un radeau. Les 2 pelotons restants de la 6e compagnie sont envoyés à Pirange.

##### Détachement du pont de Veldwezelt
Le détachement, dirigé par le caporal Cornée, compte 13 hommes qui occupent le bunker N juste à côté du pont au sud de la route.
Le bunker C qui se trouve en-dessous de la pile ouest du pont est comme le bunker D situé au nord du pont équipé par des sections du 2e carabiniers. Le bunker B1, qui se trouve au sud du pont est gardé par une section du 18e de ligne.
À minuit 30, l'alerte est donnée. Directement, le détonateur du mécanisme de destruction du pont qui se trouve dans le couloir d'entrée du bunker est amorcé. À 1h35, tout est prêt. La section est disposée à l'extérieur du bunker. Le bourgmestre de Veldwezelt, également averti de l'alerte, fait évacuer les habitations dans les alentours immédiats. 
À 04h15, ils sont survolés par des planeurs ne portant pas de signes distinctifs et le signalent au lieutenant Boyen de la caserne de Lanaken. 
À 4h20, ils entendent les tirs d'alerte effectués par le fort d'Eben-Emael. Sur ce, le major Van Driessche, commandant le 2e bataillon du 2e carabiniers et responsable de la garde du pont demande en vain l'autorisation à son chef de régiment de le faire sauter. C'est seulement lorsque les planeurs allemands entament leur atterrissage que le capitaine Jammaer, commandant la 6e compagnie du 2e bataillon du 2e carabiniers donne l'ordre de tirer sur ces planeurs.
La section du caporal Cornée plonge alors dans le bunker pour enclencher la mise à feu des explosifs qui prend quelques minutes. Le planeur de l'oberjäger Ellersiek (Trupp 2) atterrit à 50 m à peine du bunker. Les parachutistes allemands attaquent la face arrière du bunker qui n'est pas protégée, font sauter les portes blindées et jettent des explosifs à l'intérieur de celui-ci tuant 12 des 13 cyclistes-frontière. Le pont tombe intact aux mains des allemands.

##### Détachement du pont de Vroenhoven
Au pont de Vroenhoven se joua un scénario similaire. Le bunker M est gardé par une section de cyclistes-frontière sous les ordres du sergent Crauwels. Vers 4 h 30, 7 planeurs atterrissent dans la zone de la 1re compagnie du 1er bataillon du 18e de ligne et 3 sur l'autre rive du canal. Le brigadier Ignoul de la brigade de gendarmerie territoriale de Tongres se dirige le premier vers les 12 planeurs mais est mortellement blessé par une balle. À ce moment, le sergent Crauwels décide de faire sauter le pont pour éviter qu'il ne soit pris par l'ennemi.
Le caporal Neys, fusil-mitrailleur, est abattu alors qu'il tente de protéger l'arrière du bunker. La porte d'entrée du bunker est détruite avec une charge creuse. Le sergent Crauwels, le caporal De Spiegelaere et un soldat du 18e de ligne qui avaient trouvé refuge dans le bunker sont tués dans l'explosion. Le reste de la section était, comme prévu, descendue à l'étage inférieur du bunker pour se mettre en sécurité lors de la destruction du pont. Tous furent gravement brûlés par les bombes incendiaires lancées dans le bunker. Finalement, le pont fut pris intact par l'ennemi.

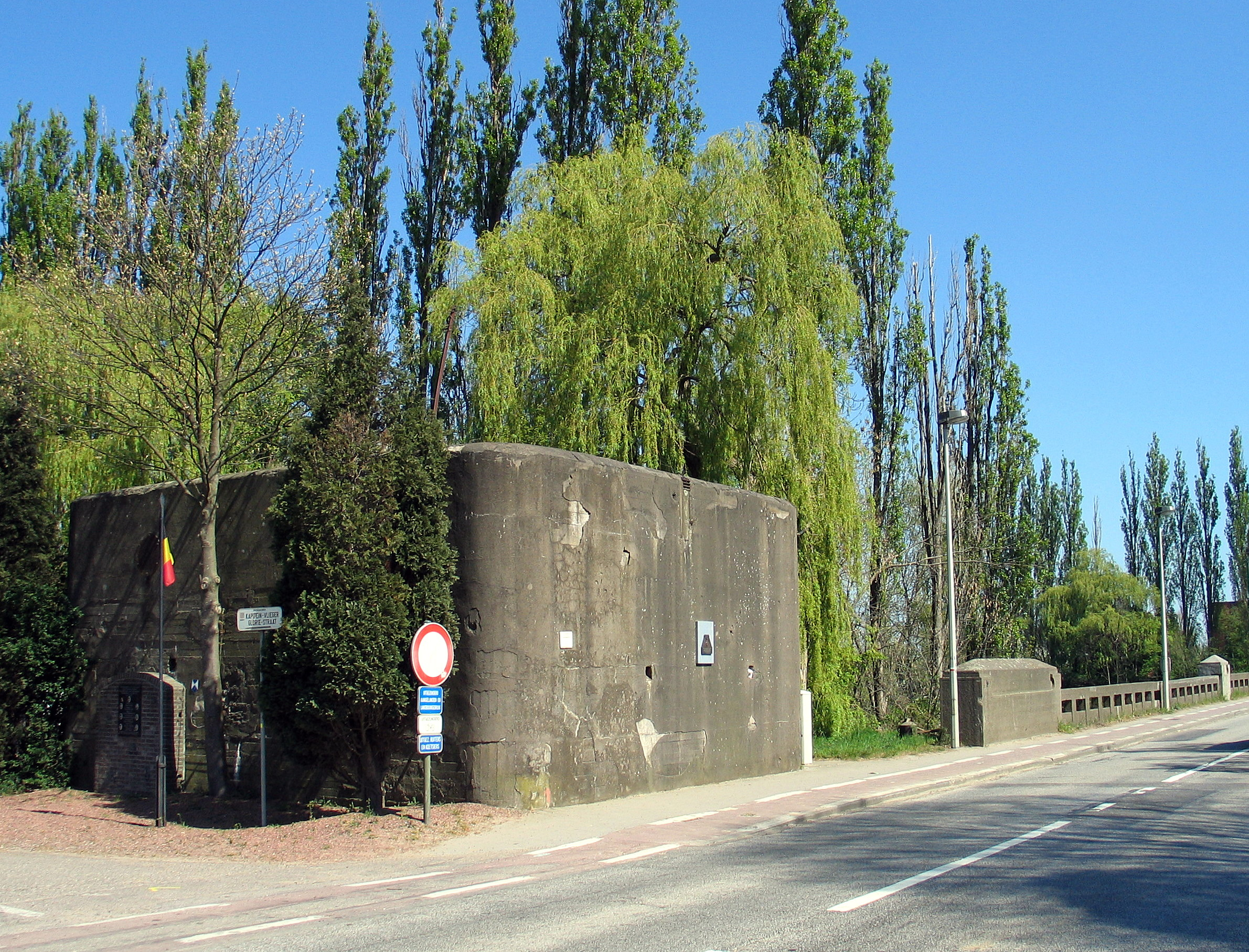
Bunker près de l'ancien pont de Vroenhoven

##### Détachement du pont de Briegden
Le capitaine Louis, commandant la 5e compagnie du second bataillon du 2e régiment de carabiniers souhaite faire sauter le pont de Briegden aussi vite que possible après avoir été mis au courant que le parachutage ennemi sur le pont de Veldwezelt avait réussi. Le détachement de cyclistes-frontière n’accéda pas à sa demande car les 5e et 6e compagnies du bataillon ainsi que le groupe cycliste de la 17e division d'infanterie devaient encore traverser ce pont. Le capitaine Louis décida d'ignorer cet ordre et tenta vainement de faire sauter le pont lui-même. Le pont fut finalement détruit par le 6e bataillon du génie le 11 mai à 9 h 0

#### 11 mai
Vu que la contre-attaque de la 7e division d'infanterie contre les têtes de pont allemandes planifiée le 10 mai n'a pas eu lieu, un plan est conçu pour établir une "bretelle" sur l'axe Eigenbilzen - Mopertingen - Kleine-Spouwen - Rijkhoven et qui se prolonge le long du Demer jusqu'à Tongres. La 4e division d'infanterie doit préparer ses positions d'Eigenbilzen jusqu'à Kleine-Spouwen; la 7e division est responsable du dispositif de Kleine-Spouwen à Tongres inclus. La 7e division place en première ligne le bataillon de cyclistes-frontière du Limbourg (qui doit défendre Kleine-Spouwen), l'escadron cycliste et la compagnie C47/T13 de la division, le Groupe cycliste de la 17e division, la 2e compagnie du 1er Lanciers et le 2e Lanciers qui doit occuper la partie sud.
Le bataillon de cyclistes-frontière déploie 4 compagnies sur la ligne entre Kleine-Spouwen et Rijkhoven. Le 11e de ligne réagit cependant beaucoup trop tard et la position s'effondre avant qu'elle ne soit entièrement mise en place. Les cyclistes-frontière doivent donc aussi abandonner leurs positions vers 11 h 0
Le bataillon met le cap vers Waremme où toutes compagnies doivent se regrouper. L'état-major du bataillon y arrive le premier vers 15 h 0 rapidement suivi par la 1re compagnie. Il manque une centaine d'hommes à l'appel et l'ensemble du bataillon est éparpillé sur une zone comprise entre Tirlemont et Waremme.  Le lieutenant-colonel Geniesse part à la recherche de nouveaux ordres et doit quelques heures plus tard ordonner à son bataillon de partir vers Landen. En cours de route, un contre-ordre est donné et la troupe retourne sur Waremme. Les colonnes s'arrêtent à Gingelom en attente de précisions. Finalement, les restes des détachements de Kaulille et Maaseik y passeront la nuit. Les hommes ne sont pas ravitaillés mais reçoivent du pain et du café de la population locale.

##### 1re,2e,3eet4ecompagnies
À 3 h 50, les 2e et 3e compagnies qui sont encore à Tongres sont placées sous les ordres de la 7e division d'infanterie et rejoignent les 1re et 4e compagnies à Genoelselderen. Les 4e, 1re, 2e et 3e compagnies sont déployées du nord au sud, entre Kleine-Spouwen et Rijkhoven. Cependant, vers midi, il s'avère que le plan belge est impraticable. Les 1re et 2e compagnies sont en contact avec l'ennemi autour de Kleine-Spouwen. Les compagnies sont également attaquées par l'aviation allemande qui fait tout pour juguler une éventuelle contre-attaque des Belges. Des cyclistes-frontières sont tués ou fait prisonniers.
Le reste recule lorsqu'il devient clair que l'ensemble de la 7e division d'infanterie est repoussée par l'envahisseur. Sous le couvert de 3 chars T13, les soldats des 2e et 3e compagnies s'échappent dans une première phase vers Genoelselderen et ensuite vers Tongres. Le colonel Geniesse et son état-major quittent Genoelselderen quand les premiers véhicules blindés allemands sont aperçus sur la chaussée de Tongres. Les 1re et 4e compagnies partent via la chaussée de Kleine-Spouwen à Tongres.

##### 5eet6ecompagnies
Les 2 dernières compagnies, vu leurs pertes importantes subies la veille, ne seront pas déployées mais placées en réserve à Tongres.

#### 12 mai
L'adjoint du colonel Geniesse part en reconnaissance en découvre que les troupes françaises ont pris position le long de la petite Gette et font front vers le sud-ouest. À 5 h 0, on ne sait pas encore ce que doit faire le bataillon. Il est encore sous les ordres de la 7e division d'infanterie mais ne reçoit plus d'ordres de sorte qu'une retraite chaotique se met en place. 
Le plus gros détachement du bataillon, parmi lequel l'état-major du bataillon et les restes des détachements de Kaulille et Masseik, partent vers 9 h 0 en direction de Houtain-l'Évêque, Lincent, Jauche et Jodoigne. Sur la route, on apprend que l'armée française qui se trouvait sur la partie sud de la ligne KW a verrouillé les barrières anti-char Cointet et qu'il est impossible de la traverser vers l'ouest.
Ensuite, le détachement est conduit vers Bierges où il arrive vers 13 h 0 et y est ravitaillé par les Britanniques. Les compagnies sont dispersées et se déplacent en petits groupes par leurs propres moyens. La 1re compagnie ne possède plus qu'un char T13 opérationnel et est réduite à la taille d'un peloton.
Le capitaine-commandant Leroy reçoit un ordre écrit de l'état-major du corps de cavalerie. À 15h15, le colonel Geniesse écrit dans son journal de campagne que tous les détachements des troupes légères qui ne sont pas déployés sur la ligne Demer/Gette entre Halen et Tirlemont seront envoyés vers la zone entre Boutersem et la borne kilométrique 36 de la route Louvain-Tirlemont. Le bataillon est de nouveau sous les ordres du corps de cavalerie.
Une demi-heure plus tard, le colonel Geniesse envoie également ses troupes vers le carrefour de la route Louvain-Tirlemont à Boutersem. Ses hommes sont déployés en 2 petits groupes. Le détachement de Kaulille prend le carrefour au centre du village. Le détachement de Maaseik est déployé le long de la gare de Vertrijk. Le poste de commandement du bataillon reste à Boutersem. La reconnaissance de ces positions se fait à partir de 18 h 0 et les hommes arrivent finalement à leur poste vers minuit.

#### 13 mai
Les cyclistes-frontière attendent sur leurs nouvelles positions. La journée entière est calme. Des petits groupes de cyclistes-frontière qui avaient été séparés du bataillon en profitent pour rejoindre leur unité. Vers 18 h 0, l'alerte retentit. L'ennemi ne se présente finalement pas et un peu plus tard, le capitaine-commandant Leroy fait savoir que le bataillon va partir vers l'ouest. 

#### 14 mai
Le bataillon quitte Boutersem à 4 h 0 et pédale en direction de Lubbeek. Il atteint le canal de Willebroeck en passant par Holsbeek, Wijgmaal, Herent, Buken, Kampenhout, Elewijt et Eppegem.
Les hommes franchissent le canal au Pont-Brûlé et font ensuite halte à Beigem à partir de 8 h 0. 
Le bataillon est légèrement déplacé après midi vers l'est. Les colonnes traversent de nouveau le canal et s'arrêtent à Zemst et Laar. Le colonel Geniesse apprend que dans un parc à proximité se trouvent une trentaine de cyclistes séparés de leur unités et appartenant aux 1er et 2e régiment de cyclistes-frontière. Il intègre ces derniers à son bataillon. 
Le poste de commandement du bataillon est installée dans l'école communale des garçons de Zemst-Laar.

#### 15 mai
La journée est passée à Zemst et Laar. Rien de spécial n'est à signaler. Le soir, les hommes sont informés que la ligne KW sera abandonnée la nuit suivante. Le colonel Geniesse apprend au crépuscule qu'une centaine de cyclistes de son bataillon ont été amenés près d'Alost. Il prévoit alors de regrouper à nouveau le bataillon et d'y remettre de l'ordre après la retraite chaotique du Limbourg.

#### 16 mai
Le bataillon part pour Moorsel pour un regroupement définitif. Sa route va de Laar à Humbeek, Wolvertem, Merchtem en Mazenzeel. À Moorsel, le détachement qui avait été perdu l'avant-veille est retrouvé. Il est surtout composé de soldats des 1re et 2e compagnie, un char T13 présumé perdu à Tongres et une partie des bagages abandonnés à Landen. 
Le bataillon, de nouveau opérationnel, est placé sous les ordres du 1er corps d'armée.

#### 17 mai
Le déplacement se poursuit. Le bataillon est divisé en 2 groupes et part pour Gand vers 4 h 30 : 
D'un côté les hommes sans vélos marchent sous les ordres du lieutenant de Fraipont et sont à 8 km de Moorsel pris en charge par des camions; de l'autre les cyclistes pédalent sur Alost en direction de Gand.
Le bataillon arrive au parc de la Citadelle de Gand à partir de 7 h 50. À 9 h 0, les premiers soldats sont affectés à leurs cantonnements. Du ravitaillement est enfin fourni par l'intendance. Le reste de la journée est mis à profit pour réorganiser les pelotons et les compagnies et réattribuer les vélos.
À 14 h 0, la nouvelle que le bataillon doit être envoyé sur le canal Gand-Terneuzen arrive. 
À 18 h 0, les 1re, 2e et 3e compagnies partent pour l'extrémité sud du canal; les 4e, 5e et 6e compagnies restent temporairement à Gand et le poste de commandement du bataillon s'installe à Drongen.
Le bataillon reçoit cependant assez vite de nouveaux ordres : l'unité sera déployée sur la tête de pont de Gand dans la zone imputée à la 4e division d'infanterie. Cette division est dans une première phase placée sur le tout le territoire des communes allant de Semmerzake, en amont de Gand, jusqu'à Gijzegem en aval de Gand. Le bataillon est divisé en 3 détachements qui doivent renforcer la division durant la retraite de la ligne KW du reste de l'armée de campagne.
Les commandants de compagnies sont convoqués pour 23 h 0 au quartier-général de la division situé au château de Zwijnaarde.

#### 18 mai
Vers 1h30, les commandants de compagnie arrivent à Zwijnaarde. Chaque détachement du bataillon sera affecté à un régiment d'infanterie de la division : les 1re et 2e compagnies au 7e de ligne, les 3e et 4e compagnies au 11e de ligne et les 5e et 6e compagnies au 15e de ligne.
Les commandants de compagnie sont ensuite amenés aux états-majors des régiments pour discuter de leur déploiement. Les 3e et 4e compagnie sont placées le même jour sur le flanc droit entre le 3e bataillon du 11e de ligne et les positions du 15e de ligne. 
À 8 h 30, les cyclistes-frontière sont cependant déplacés sur le flanc gauche autour de Gijzenzele. Cette nouvelle position sera effective à la mi-journée. Le bataillon apprend entretemps vers 8 h 15 que le 1er escadron du groupe cycliste de la 17e division d'infanterie part détruire le champ d'aviation de Saint-Denis-Westrem. 
Les troupes belges qui pendant la nuit du 16 au 17 mai ont quitté la ligne KW, commencent à arriver en nombre dans le secteur de la tête de pont de Gand et y prennent leurs nouvelles positions. La 4e division d'infanterie est réunie dans le secteur central de la tête de pont aux 2e et 5e divisions d'infanterie qui viennent d'arriver. Le bataillon de cyclistes-frontière reste attaché à la 4e division d'infanterie.

#### 19 mai
Le bataillon quitte le secteur de la 4e division d'infanterie à partir de 04h00 pour Saint-Denis-Westrem. Dans la soirée, il y est réparti dans divers bâtiments de la commune. La 4e compagnie ne compte à ce moment-là plus que 85 cyclistes.

#### 20 mai
Le bataillon passe la nuit à Saint-Denis-Westrem et reçoit un jour de repos. Aux environs de 20h00, les commandants de compagnies se rassemblent au château de Hutsepot pour une réunion avec un officier de l'état-major de la 16e division d'infanterie.

#### 21 mai
Sur ordre du lieutenant-colonel De Loucker, chef de corps du 44e régiment de ligne, les cyclistes-frontières sont déplacés sur le pont de Zwijnaarde. 
Au début, ils ont pour tâche de protéger la rive ouest de l'Escaut mais un contre-ordre arrive rapidement demandant de traverser le fleuve pour prendre position plus à l'est. Le bataillon doit, ensemble avec le Groupement cycliste de la 16e division d'infanterie, aider à la mise en place d'une position défensive qui de Melle à Zwijnaarde doit barrer le coude de l'Escaut et verrouiller l'accès à Gand via le sud-est. 
Les cyclistes de la 16e division occuperont l'extrémité est de la position. Les cyclistes-frontière occuperont quant à eux l'extrémité ouest. La position est sous les ordres opérationnels du 44e régiment de ligne.
Vers 8 h 0, un bombardement ennemi tue 2 cyclistes-frontière et en blesse 3 autres. Vers 14h30, le poste de commandement du bataillon est également attaqué par les airs mais sans faire de victimes. Durant l'après-midi, l'artillerie belge bombarde les lignes allemandes.

#### 22 mai
Le bataillon est envoyé par De Loucker au sud-ouest de Tronchiennes pour y recevoir de nouveaux ordres. La troupe part vers 10 h 30. Le bataillon est de nouveau placé sous le commandement du 1er corps d'armée.
Les cyclistes-frontière doivent fournir du soutien aux 16e et 18e divisions d'infanterie qui après la Conférence d'Ypres, se sont vu attribuer la défense de Gand. Dans une première phase, 2 pelotons de la 5e compagnie sont détachés comme éléments de soutien mobile au 3e régiment de carabiniers. Le reste du bataillon est placé sous les ordres du 2e bataillon du 3e régiment de grenadiers. Ils seront placés en réserve avec 3 compagnies à Tronchiennes et Baarle.

#### 23 mai
Les détachements de cyclistes-frontière restent toute la journée entre Drongen et Baarle/Afsnee et ont reçu comme mission de former la réserve mobile de la 16e division d'infanterie en prévention d'un éventuel parachutage ennemi. 
Les cyclistes-frontière sont informés dans la soirée de leur départ imminent de la tête de pont de Gand. 
À 17 h 30, ils sont dans la ville. La 6e compagnie aide à la défense de la Coupure et renforce le secteur du 2e bataillon du 3e régiment de carabiniers. La 4e compagnie doit tenir 3 ponts au-dessus du canal de liaison mais y arrivent à 20 h 0 parce qu'il a été dévié via Mariakerke.
Le reste du bataillon se déploie le long de la Lys au sud du centre-ville et le long de la ligne de chemin de fer Ostende-Bruxelles à l'ouest de la gare Saint-Pierre.
Le bataillon doit ensuite, ensemble avec les groupements cycliste des 16e et 18e divisions d'infanterie, former l'arrière-garde pendant que les autres unités d'infanterie quitte la ville. Les ponts sont ensuite détruits.

#### 24 mai
À 03h30, le bataillon est le dernier à se retirer de Gand pour se rendre sur la Lys et le canal de dérivation de la Lys.
Vers 15h00, il atteint ses nouveaux cantonnements. L'état-major et les 3e et 4e compagnies font halte à Ruiselede. Les 1re et 2e compagnies demeurent à Vinkt et les 5e et 6e compagnie à Poesele.
Le bataillon est ensuite adjoint au groupement Leroy qui rassemble des troupes légères qui doivent être utilisées pour protéger le flanc sud de l'armée belge contre une éventuelle attaque des troupes allemandes qui ont atteint la côte française près de Boulogne et Calais.
Il est prévu que les cyclistes-frontière, ensemble avec les groupes cyclistes des 13e et 16e divisions d'infanterie et la compagnie de chars T13 de la 10e division d'infanterie, soient déployés sur la ligne Menin-Ypres. Le commandant du groupement est le général Leroy du IVe corps d'armée. 
Le colonel Geniesse est informé de cette mission par l'état-major du 1er corps d'armée qui demande un départ rapide mais le colonel demande du temps pour informer et laisser manger ses troupes. Ils partent donc vers 21 h 0 vers leur nouvelle destination. 

#### 25 mai
Le groupement Leroy peut difficilement rassembler ses unités. En outre, le plan de déploiement initial doit être modifié en raison de la rapidité de l'avance allemande qui a percé la Lys à Courtrai le 24 mai
Durant la nuit du 24 au 25, il réussit finalement à former une certaine cohésion et les différents détachements sont déployés sur la ligne Menin, Moorsele, Gullegem, Kathoek. Le bataillon motocycliste des chasseurs ardennais est à ce moment ajouté au groupement.
Les cyclistes-frontière ont finalement fait plus de déplacements que prévu et les commandants de compagnie ne reçoivent qu'à 1 h 25 les ordres des déploiements à venir.
Le bataillon doit être positionné entre Heule et Kathoek : les 5e et 6e compagnies à l'ouest, autour de Heule à proximité du groupement cycliste de la 16e division d'infanterie; les 1re et 2e compagnies au centre, de part et d'autre de l'Izegemstraat et les 3e et 4e compagnies à l'est vers Kathoek, à proximité du 12e régiment de ligne. Dans chaque zone, 3 pelotons sont placés en première ligne et le 4e en soutien. Ils sont reliés à l'état-major par une estafette étant donné qu'il n'y a plus de matériel téléphonique.
L'avance se fait de Roulers vers Sint-Eloois-Winkel et Sint-Katharina-Kapelle. Lors de la traversée de Lendelede, les troupes sont en proie à un bombardement d'artillerie qui cause le chaos dans les rangs. Les premières troupes arrivent à destination à 3 h 30. Vers 5 h 0, la majorité des hommes sont à leur poste. Les zones est et ouest sont occupées rapidement sans contact avec l'ennemi tandis que les soldats devant occuper la zone centrale arrivent sous le feu ennemi et ne prennent position qu'avec difficulté.
Le bataillon est alors assez rapidement attaqué en 2 points différents.
D'abord une attaque frontale dans la zone est qui oblige le peloton placé à Kathoek de se déplacer vers le nord. Les autres pelotons sont repoussés vers l'ouest et tente d'atteindre la ligne de chemin de fer. Des groupes de cyclistes-frontière sont faits prisonniers. 
Ensuite, le bataillon doit encaisser une seconde attaque sur la ligne de séparation entre la zone ouest et centre. Les cyclistes-frontière doivent déplacer leur flanc de Heule vers la ferme du Begijnhof. La résistance des Belges est rapidement rompue et le bataillon est battu vers 9 h 0.
Autour de Heule, de nombreux cyclistes-frontière sont faits prisonniers. Toutes les compagnies sont touchées, les commandants des 3e, 4e et 5e compagnies sont capturés et celui de la 2e est tué à Lendelede.
Le bataillon tente d'installer une nouvelle position près du passage à niveau et la gare de Sint-Katarina. Les chars T13 tentent d'intervenir mais doivent rapidement battre en retraite faute de munitions.
Les Allemands ne peuvent être arrêtés et prennent rapidement Lendelede et menacent ainsi les positions du groupement Leroy. Les unités cyclistes du groupement sont ainsi retirées de la ligne Sint-Elois-Winkel-Izegem.
Dans l'après-midi, le groupement Leroy se place à hauteur d'Izegem, en sécurité derrière les lignes de la 10e division d'infanterie.
Cette formation tente maintenant de maintenir la ligne de front de Sint-Eloois-Winkel à Izegem. Cette division reçoit le soutien du 9e régiment de ligne qui a pris position entre Bosmolens et Izegem.
Le parc automobile du bataillon se déplace le 25 mai de Hulste vers Kachtem en passant par Lendelede, Sint-Eloois-Winkel, Rumbeke et Roulers.

#### 26 mai
Le groupement Leroy est dissous. Le reste des cyclistes-frontière limbourgeois doivent se retirer au nord du canal Roulers vers la Lys et signalent leur arrivée vers 15h00 à Kachtem. La troupe s'arrête dans le hameau de Hoge. Le colonel signale également qu'il n'a pu regrouper qu'un petit détachement comprenant pour état-major 5 officiers, 3 sous-officiers, 7 soldats, un médecin et 3 brancardiers. 2 sous-officiers, 2 caporaux et 18 soldats forment ce qui reste des compagnies de combat. Le colonel est en contact avec l'état-major de la 10e division d'infanterie et demande au commandant de la brigade de cyclistes-frontière de lui renvoyer tous les soldats de son bataillon. Ainsi, finalement, 200 cyclistes-frontière se retrouveront à Kachtem. Le bataillon se déplace en fin de journée vers Gits.

#### 27 mai
Sur ordre de la 10e division d'infanterie, le colonel Geniese déplace son bataillon un peu plus loin vers Sint-Jozef-Geite. La troupe trouve abri dans une ferme à Cortemark.

#### 28 mai
Le colonel rassemble ses troupes à Saint-Joseph pour annoncer la capitulation. Le bataillon se trouve alors dans ce village ensemble avec l'état-major et l'escadron cycliste de la 10e division d'infanterie. Les soldats qui ont encore un vélo ou qui sont motorisés se rendent le 29 via Gits à Roulers, Aardooie et Dentergem où ils passent la nuit. Le 30 mai, ils sont conduits à Olsene où ils doivent remettre leurs véhicules à l'occupant allemand. Les cyclistes, quant à eux, seront envoyés à Audenarde où ils devront abandonner leurs vélos. 
Avec la capitulation le 28 mai, le régiment est de facto dissous. 

### Après-guerre
Le bataillon n'est pas reformé.

## Composition

### Avant mars 1940
- Un état-major
- 3 compagnies de trois pelotons

### 16 mars 1940
- Un état-major
- 3 détachements à deux compagnies de trois pelotons